# ZAC du Val Bréon

La ZAc du Val Bréon est une zone d'aménagement concerté d'une superficie de 140 hectares située dans le nord-est du territoire de la commune de Châtres, en Seine-et-Marne, et comprenant le Parc Logistique Paris Val Bréon, actuellement la plus importante zone d’aménagement privée d’Île-de-France.

## Site
La ZAC du Val Bréon est située à proximité et au nord-ouest de l'échangeur de la RN 4 (Paris/Nancy), passant au sud de la ZAC,  et de la RN 36 (Melun/Meaux), passant à l'est, et à mi-chemin entre les gares de Tournan-en-Brie et Marles-en-Brie, de la ligne de Gretz-Armainvilliers à Sézanne, qui longe le nord de la ZAC. Elle est à environ vingt kilomètres au sud du pôle de Marne-la-Vallée-Chessy et une trentaine de kilomètres à l'est du port de Bonneuil.

## Historique
La première entreprise à s’implanter est Ikea en 2005 sur 32 000 m2 extensibles. Les autres entreprises implantées sont : Conforama, Castorama, Kuehne+Nagel, ID Logistics, Groupe Heppner et CENPAC.
Sept bâtiments d'entrepôts sont répartis sur une superficie de 380 000 m2.
Une extension du RER E est prévue afin de desservir ce secteur de la communauté de communes du Val Briard.